# Імперський матрикул
Імперський матрикул, імперська метрика (нім. Reichsmatrikel) — періодично затверджений рейхстагом перелік станів Священної Римської імперії з розподілом обов'язків по виставленню військових контингентів в імперську армію і сплати загальноімперських податків. Включення території в імперський матрикул означало підтвердження її статусу як безпосереднього імперського лена, що надавало відповідному правителю широкий обсяг прав та прерогатив, передбачених імперським правом для імперських станів.
Перший імперський матрикул був затверджений у 1422 році імперським сеймом у Нюрнберзі. Особливе значення має імперський матрикул 1521 року: оформив угоду між імператором Карлом V і імперськими станами про порядок фінансування витрат на коронацію Карла V у Римі. Вормський матрикул вважається одним з базових законів Священної Римської імперії нового часу, оскільки він зафіксував перелік територіальних утворень, визнаних суб'єктами імперії, і встановив принципи комплектування та фінансування імперських збройних сил.
Вормський матрикул 1521 року передбачав формування імперської армії в розмірі 4 000 одиниць кавалерії та 20 000 солдатів піхоти, що відповідало сплаті імперськими станами податку у розмірі 51 000 гульденів. За основу для розрахунку сплаченої кожної територією суми було взято так званий «римський місяць», тобто грошова сума, необхідна для утримання всієї імперської армії протягом одного місяця. Ця одиниця використовувалася для визначення фінансових зобов'язань станів стосовно імперії. Загальна сума поділялася між територіальними утвореннями, визнаними імперськими станами, приблизно пропорційно величині й фінансового потенціалу кожного. Сума, що підлягає внесенню до імперського бюджету з кожної території, в імперському матрикулі вказувалася в еквіваленті відповідної чисельності солдатів піхоти та кавалерії. Так, архієпископ Зальцбурзький був зобов'язаний сплатити суму, необхідну для утримання 120 одиниць кавалерії й 554 піхоти, тоді як невелике графство Ортенбург виставляло всього 4 вершники та 26 піхотинців.
З плином часу перелік імперських станів та величина імперської армії неодноразово змінювалися, що фіксувалося відповідними імперськими матрикулами, які стверджував рейхстаг. Принципи розподілу фінансових обов'язків, а також кістяк суб'єктного складу імперії, встановлені Вормським матрикулом 1521 року, однак, залишалися практично незмінними до кінця існування Священної Римської імперії.